# Marcus Valerius Lactucinus Maximus
Marcus Valerius Lactucinus Maximus est un homme politique de la République romaine au IVe siècle av. J.-C., plusieurs fois tribun militaire à pouvoir consulaire, magistrature se substituant au consulat.

## Biographie
En 398 av. J.-C., il est tribun militaire à pouvoir consulaire, avec 5 autres collègues.
En 395 av. J.-C., il est tribun militaire à pouvoir consulaire, avec 6 autres collègues.